# Vive Henri IV ! ou la Galigaï
Vive Henri IV ! ou la Galigaï est une pièce de théâtre de Jean Anouilh, écrite en 1976, d'après un scénario sur l'histoire de Concini proposé à des producteurs américains et retiré à la suite d'un désaccord sur la distribution du film, créée à la Maison des Arts et de la culture de Créteil le 12 octobre 1977. La pièce a été jouée à sa création sous le titre de Léonora ou les Maquereaux puis de Léonora ou les Ruffians en Belgique la même année.

## Distribution lors de la reprise de 1977 au Théâtre de Paris
La pièce a été reprise à partir du 24 novembre 1977 au Théâtre de Paris, dans une mise en scène de Nicole Lançon et sur une musique originale de Patrick Lemaitre.
- Daniel Ivernel : Henri IV
- Françoise Dorner : Léonora Galigaï
- Jean Davy : L'Homme Galigaï Dom Pedre
- Micheline Kahn : Marie de Médicis
- Colette Bergé : Henriette d'Entragues
- Féodor Atkine : Concino Concini
- Gilberte Géniat : La Duègne, une dame, la sage-femme
- Yvon Sarray : le tailleur, Rosny, duc de Sully
- Catherine Cadet : Madame de Montglat, un matelot, la Descomans, une danseuse
- Nicole Dubois : Charlotte Marguerite de Montmorency, Méonora jeune, une suivante, une danseuse
- Jacques Giraud : Ravaillac, 2e gentilhomme, 2e valet
- Fabienne Lanson : le petit roi, Léonora enfant, princesse de Conti, une suivante, une danseuse
- Jean Puyberneau : le prêtre, Montmorency, Vendôme, 2e juge, 1er cocher
- Jean-Jacques Scheffer : Epernon, Entragues
- François Siener : Bassompierre
- Francis Thierry : 1er juge, 1er gentilhomme, Guise
- Michel Voletti : Condé